# 2030
Rok 2030 (MMXXX) gregoriánského kalendáře začne v úterý 1. ledna a skončí v úterý 31. prosince. V České republice bude mít 251 pracovních dnů a 13 státních a ostatních svátků, z toho 10 jich připadne na mimovíkendové dny. Dle židovského kalendáře nastane přelom roků 5790 a 5791, dle islámského kalendáře 1451 a 1452.

## Očekávané události
- 1.–17. února – XXVI. Zimní olympijské hry ve francouzských Alpách.
- 1. června – Z území Česka bude pozorovatelné částečné zatmění Slunce.
- Mistrovství světa ve fotbale oslaví 100. výročí od prvního Mistrovství v roce 1930
- 1. října – 31. března – Světová výstava EXPO v Rijádu.
- duben – sonda Europa Clipper dorazí na oběžnou dráhu svého cíle, kterým je Jupiterův měsíc Europa.

### Neznámé datum
- Projekt Seabed 2030 by měl mít v tomto roce zmapovaná všechna dna moří a oceánů.
- Měla by být zahájena výstavba 6. bloku elektrárny Dukovany s plánovaným dokončením v roce 2037.[1]
- Měla by být dokončena česká dálnice D3.

## Fikce
Zde jsou uvedena některá díla, jejichž děj se odehrává (zcela nebo částečně) v roce 2030.

### Počítačové hry a videohry
- Command & Conquer: Tiberian Sun (1999)
- Ghost in the Shell: Stand Alone Complex (2004)
- Predator: Concrete Jungle (2005)

### Film
- Theodore Rex (1995)
- Kid (2000)
- Stroj času (2002)
- Klik – život na dálkové ovládání (2006)
- Death Racers (2008)
- Repo: Genetická opera! (2008)
- Race to Mars
- Super (2010)

### Hudba
- I Do (Young Jeezy)
- E.T. (Katy Perry)

### Televize
- Tetsuwan Atom (1980)
- Simpsonovi, epizoda Nebárt se budoucnosti (2000)
- 2030 CE (2002–2003)
- Kōkaku kidōtai: Stand Alone Complex (2002–2003)
- Century City (2004)
- Jak jsem poznal vaši matku (2005–2014)
- Phil of the Future, epizoda The Giggle
- Casi Ángeles, 3. série (2009)
- Outcasts (2011)

## Výročí

### Výročí narození
- 24. února – Karolina Světlá, česká spisovatelka (200 let)
- 13. března – Josef Gočár, český architekt (150 let)
- 31. května – Clint Eastwood, americký herec (100 let)
- 2. července – Ota Pavel, český spisovatel (100 let)
- 21. července – Milan Rastislav Štefánik, slovenský politik (150 let)
- 5. srpna – Neil Armstrong, americký kosmonaut (100 let)
- 12. srpna – George Soros, americký finančník (100 let)
- 18. srpna – František Josef I., rakouský císař (200 let)
- 25. srpna – Sean Connery, britský herec (100 let)
- 26. srpna – Guillaume Apollinaire, francouzský básník (150 let)
- 10. listopadu – Josef Vinklář, český herec (100 let)

### Výročí úmrtí
- 29. ledna – Ema Destinnová, česká operní pěvkyně (100 let)
- 12. března – Alois Jirásek, český spisovatel (100 let)
- 15. dubna – Jean-Paul Sartre, francouzský filozof (50 let)
- 4. května – Josip Broz Tito, jugoslávský prezident (50 let)
- 21. září – Toyen, česká malířka (50 let)
- 28. září – Eliška Přemyslovna, česká královna (700 let)
- 31. října – Jan Werich, český herec (50 let)
- 15. listopadu – Johannes Kepler, německý astronom (400 let)
- 29. listopadu – Marie Terezie, panovnice Habsburské říše (300 let)
- 8. prosince – John Lennon, britský zpěvák (50 let)
- 15. prosince – Přemysl Otakar I., český král (800 let)